# Bordères-sur-l'Échez

Bordères-sur-l'Échez este o comună în departamentul Hautes-Pyrénées din sudul Franței. În 2009 avea o populație de 4.149 de locuitori.

## Evoluția populației
| An        | 1975  | 1982  | 1990  | 1999  | 2006  | 2009  |
| --------- | ----- | ----- | ----- | ----- | ----- | ----- |
| Populație | 3.426 | 3.712 | 3.893 | 3.551 | 3.879 | 4.149 |